# Classements de la saison 2017 de NCAA (football américain)
Trois sondages relatifs à la saison 2017 de Division 1 FBS (Football Bowl Subdivision) de football américain universitaire sont reconnus par la NCAA même si de nombreux autres sondages sont publiés dans divers médias. 
Contrairement à la plupart des autres sports, l'organe directeur de la NCAA ne décerne pas un titre de champion national au terme de la saison régulière. Ce titre est décerné par une ou plusieurs agences de sondages (les polls) ce qui explique que par le passé plusieurs équipes différentes pouvaient être déclarées championnes d'une même saison. Deux des principaux organismes de sondage, l'AP Poll et le Coaches'Poll, commencent à publier leurs classements avant le début de la saison et le font ensuite après chaque semaine de compétition.
Depuis la saison 2014, un 3e classement est réalisé à partir de la mi-saison (après la 8e semaine de compétition) : le College Football Playoff (CFP). La saison régulière est suivie d'un système de playoffs regroupant quatre équipes. Il remplace l'ancien système du BCS Bowl Championship Series. Après la dernière semaine de saison régulière, le comité du CFP dévoile le classement final de la Div. 1 du FBS. Ce classement détermine les quatre équipes qui participeront aux playoffs menant à la grande finale nationale du 8 janvier 2018 au Mercedes-Benz Stadium d' Atlanta dans l'état de Géorgie. Il désigne également les équipes qui participeront aux 4 autres bowls majeurs n'accueillant pas les demi-finales du CFP.

## Légende
|       |  | Monte dans le classement                                                    |
|       |  | Descend dans le classement                                                  |
|       |  | Même classement que le w-e précédent                                        |
|       |  | Sélectionné pour le College Football Playoff                                |
|       |  | Champion National                                                           |
| (#–#) |  | Matchs (Gagné-Perdu)                                                        |
| ≈     |  | A égalité avec l'équipe possédant le même symbole (du dessus ou du dessous) |

## Classements CFP
| C.F.P. | Semaine 9 31 oct.       | Semaine 10 7 nov.       | Semaine 11 14 nov.            | Semaine 12 21 nov.      | Semaine 13 28 nov.         | Semaine 15 (Final) 3 déc. | Saison 2017 |
| ------ | ----------------------- | ----------------------- | ----------------------------- | ----------------------- | -------------------------- | ------------------------- | ----------- |
| 1      | Georgia (8–0)           | Georgia (9-0)           | Alabama (10-0)                | Alabama (11-0)          | Clemson (11–1)             | Clemson (12–1)            | 1           |
| 2      | Alabama (8–0)           | Alabama (9-0)           | Clemson (9-1)                 | Miami (FL) (10-0)       | Auburn (10–2)              | Oklahoma (12–1)           | 2           |
| 3      | Notre Dame (7–1)        | Notre Dame (8-1)        | Miami (FL) (9-0)              | Clemson (10-1)          | Oklahoma (11–1)            | Georgia (12–1)            | 3           |
| 4      | Clemson (7–1)           | Clemson (8–1)           | Oklahoma (9–1)                | Oklahoma (10–1)         | Wisconsin (12–0)           | Alabama (11–1)            | 4           |
| 5      | Oklahoma (7–1)          | Oklahoma (8–1)          | Wisconsin (10–0)              | Wisconsin (11–0)        | Alabama (11–1)             | Ohio State (11–2)         | 5           |
| 6      | Ohio State (7–1)        | TCU (8–1)               | Auburn (8–2)                  | Auburn (9–2)            | Georgia (11–1)             | Wisconsin (12–1)          | 6           |
| 7      | Penn State (7–1)        | Miami (FL) (8–0)        | Georgia (9-1)                 | Georgia (10-1)          | Miami (10–1)               | Auburn (10–3)             | 7           |
| 8      | TCU (7–1)               | Wisconsin (9–0)         | Notre Dame (8-2)              | Notre Dame (9-2)        | Ohio State (10–2)          | USC (11–2)                | 8           |
| 9      | Wisconsin (8–0)         | Washington (8–1)        | Ohio State (8–2)              | Ohio State (9–2)        | Penn State (10–2)          | Penn State (10–2)         | 9           |
| 10     | Miami (FL) (7–0)        | Auburn (7–2)            | Penn State (8–2)              | Penn State (9–2)        | USC (10–2)                 | Miami (10–2)              | 10          |
| 11     | Oklahoma State (7–1)    | USC (8–2)               | USC (9–2)                     | USC (10–2)              | TCU (10–2)                 | Washington (10–2          | 11          |
| 12     | Washington (7–1)        | Michigan State (7–2)    | TCU (8–2)                     | TCU (9–2)               | Stanford (9–3)             | UCF (12–0)                | 12          |
| 13     | Virginia Tech (7–1)     | Ohio State (7–2)        | Oklahoma State (8–2)          | Washington State (9–2)  | Washington (10–2)          | Stanford (9–4)            | 13          |
| 14     | Auburn (6–2)            | Penn State (7–2)        | Washington State (9–2)        | Mississippi State (8–3) | UCF (11–0)                 | Notre Dame (9–3)          | 14          |
| 15     | Iowa State (6–2)        | Oklahoma State (7–2)    | UCF (9–0)                     | UCF (10–0)              | Notre Dame (9–3)           | TCU (10–3)                | 15          |
| 16     | Mississippi State (6–2) | Mississippi State (7–2) | Mississippi State (7–3)       | Michigan State (8–3)    | Michigan State (9–3)       | Michigan State (9–3)      | 16          |
| 17     | USC (7–2)               | Virginia Tech (7–2)     | Michigan State (7–3)          | Washington (9–2)        | LSU (9–3)                  | LSU (9–3)                 | 17          |
| 18     | UCF (7–0)               | UCF (8–0)               | Washington (8–2)              | LSU (8–3)               | Washington State (9–3)     | Washington State (9–3)    | 18          |
| 19     | LSU (6–2)               | Washington State (8–2)  | NC State (7–3)                | Oklahoma State (8–3)    | Oklahoma State (9–3)       | Oklahoma State (9–3)      | 19          |
| 20     | NC State (6–2)          | Iowa (6–3)              | LSU (7–3)                     | Memphis (9–1)           | Memphis (10–1)             | Memphis (10–2)            | 20          |
| 21     | Stanford (6–2)          | Iowa State (6–3)        | Memphis (8–1)                 | Stanford (8–3)          | Northwestern (9–3)         | Northwestern (9–3)        | 21          |
| 22     | Arizona (6–2)           | Memphis (8–1)           | Stanford (7–3)                | Northwestern (8–3)      | Virginia Tech (9–3)        | Virginia Tech (9–3)       | 22          |
| 23     | Memphis (7–1)           | NC State (6-3)          | Northwestern (7–3)            | Boise State (9–2)       | Mississippi State (8–4)    | Mississippi State (8–4)   | 23          |
| 24     | Michigan State (6–2)    | LSU (6–3)               | Michigan (8–2)                | South Carolina (8–3)    | NC State (8–4)             | NC State (8–4)            | 24          |
| 25     | Washington State (7–2)  | Northwestern (6–3)      | Boise State (8–2)             | Virginia Tech (8–3)     | Fresno State (9–3)         | Boise State (10–3)        | 25          |
| C.F.P. | Semaine 9 31 oct.       | Semaine 10 7 nov.       | Semaine 11 14 nov.            | Semaine 12 21 nov.      | Semaine 13 28 nov.         | Semaine 14 (Final) 3 déc. | Saison 2017 |
| C.F.P. | Sortis du classement :  | Stanford Arizona        | Virginia Tech Iowa Iowa State | NC State Michigan       | Boise State South Carolina | Fresno State              | Saison 2017 |

## Classements AP Poll
| A.P. | Présaison 21 août.     | Sem. 1 5 sept.         | Sem. 2 10 sept.        | Sem. 3 17 sept.                      | Sem. 4 24 sept.         | Sem. 5 1 oct.          | Sem. 6 8 oct.                         | Sem. 7 15 oct.                  | Sem. 8 22 oct 15 oct.  | Sem. 9 29 oct.              | Sem. 10 5 nov.                | Sem. 11 12 nov.               | Sem. 12 19 nov.                 | Sem. 13 26 nov.         | Sem. 14 3 déc.          | Ap. Bowls 9 jan.        | Saison 2017 |
| ---- | ---------------------- | ---------------------- | ---------------------- | ------------------------------------ | ----------------------- | ---------------------- | ------------------------------------- | ------------------------------- | ---------------------- | --------------------------- | ----------------------------- | ----------------------------- | ------------------------------- | ----------------------- | ----------------------- | ----------------------- | ----------- |
| 1    | Alabama (52)           | Alabama (1–0) (60)     | Alabama (2–0) (58)     | Alabama (3–0) (45)                   | Alabama (4–0) (52)      | Alabama (5–0) (44)     | Alabama (6–0) (43)                    | Alabama (7–0) (61)              | Alabama (8–0) (61)     | Alabama (8–0) (59)          | Alabama (9–0) (56)            | Alabama (10–0) (57)           | Alabama (11–0) (58)             | Clemson (11–1) (27)     | Clemson (12–1) (43)     | Alabama (13−1) (57)     | 1           |
| 2    | Ohio State (3)         | Ohio State (1–0) (1)   | Oklahoma (2–0) (2)     | Clemson (3–0) (15)                   | Clemson (4–0) (8)       | Clemson (5–0) (17)     | Clemson (6–0) (18)                    | Penn State (6–0)                | Penn State (7–0)       | Georgia (8–0) (2)           | Georgia (9–0) (5)             | Miami (FL) (9–0) (4)          | Miami (FL) (10–0) (3)           | Oklahoma (11–1) (24)    | Oklahoma (12–1) (18)    | Georgia (13−2)          | 2           |
| 3    | Florida State (4)      | Clemson (1–0)          | Clemson (2–0) (1)      | Oklahoma (3–0) (1)                   | Oklahoma (4–0) (1)      | Oklahoma (4–0)         | Penn State (6–0)                      | Georgia (7-0)                   | Georgia (7–0)          | Ohio State (7–1)            | Notre Dame (8–1)              | Oklahoma (9–1)                | Oklahoma (10–1)                 | Wisconsin (12–0) (10)   | Georgia (12–1)          | Oklahoma (12–2)         | 3           |
| 4    | USC (2)                | Penn State (1–0)       | USC (2–0)              | Penn State (3–0)                     | Penn State (4-0)        | Penn State (5-0)       | Georgia (6-0)                         | TCU (6-0)                       | TCU (7–0)              | Wisconsin (8–0)             | Clemson (8–1)                 | Clemson (9–1)                 | Clemson (10–1)                  | Auburn (10–2)           | Alabama (11–1)          | Clemson (12–2)          | 4           |
| 5    | Clemson                | Oklahoma (1–0)         | Penn State (2–0)       | USC (3–0)                            | USC (4–0)               | Georgia (5-0)          | Washington (6-0)                      | Wisconsin (6-0)                 | Wisconsin (7–0)        | Notre Dame (7–1)            | Oklahoma (8–1)                | Wisconsin (10–0)              | Wisconsin (11–0)                | Alabama (11–1)          | Ohio State (11–2)       | Ohio State (12–2)       | 5           |
| 6    | Penn State             | USC (1–0)              | Washington (2–0)       | Oklahoma State (3–0)                 | Washington (4-0)        | Washington (5-0)       | TCU (5-0)                             | Ohio State (6-1)                | Ohio State (6–1)       | Clemson (7–1)               | Wisconsin (9–0)               | Auburn (8–2)                  | Auburn (9–2)                    | Georgia (11–1)          | Wisconsin (12–1)        | UCF (13–0) (4)          | 6           |
| 7    | Oklahoma               | Washington (1–0)       | Michigan (2–0)         | Washington (3–0)                     | Georgia (4-0)           | Michigan (4-0)         | Wisconsin (5-0)                       | Clemson (6-1)                   | Clemson (6–1)          | Penn State (7–1)            | Miami (FL) (8–0)              | Georgia (9–1)                 | Georgia (10–1)                  | Miami (FL) (10–1)       | Auburn (10–3)           | Wisconsin (13–1)        | 7           |
| 8    | Washington             | Michigan (1–0)         | Ohio State (1–1)       | Michigan (3–0)                       | Michigan (4–0)          | TCU (4-0)              | Washington State (6-0)                | Miami (FL) (5-0)                | Miami (FL) (6–0)       | Oklahoma (7–1)              | TCU (8–1)                     | Ohio State (8–2)              | Ohio State (9–2)                | Ohio State (10–2)       | USC (11–2)              | Penn State (11–2)       | 8           |
| 9    | Wisconsin              | Wisconsin (1–0)        | Oklahoma State (2–0)   | Wisconsin (3–0)                      | TCU (4-0)               | Wisconsin (4-0)        | Ohio State (5-1)                      | Oklahoma (5-1)                  | Notre Dame (6–1)       | Miami (FL) (7–0)            | Washington (8–1)              | Notre Dame (8–2)              | Notre Dame (9–2)                | Penn State (10–2)       | Penn State (10–2)       | TCU (11–3)              | 9           |
| 10   | Oklahoma State         | Florida State (0–1)    | Wisconsin (2–0)        | Ohio State (2–1)                     | Winsconsin (3-0)        | Ohio State (4-1)       | Auburn (5-1)                          | Oklahoma State (5-1)            | Oklahoma (6–1)         | TCU (7–1)                   | Auburn (7–2)                  | Oklahoma State (8–2)          | TCU (9–2)                       | TCU (10–2)              | UCF (12–0)              | Auburn (10–4)           | 10          |
| 11   | Michigan               | Oklahoma State (1–0)   | Florida State (0–1)    | Georgia (3–0)                        | Ohio State (3–1)        | Washington State (5–0) | Miami (FL) (4–0)                      | USC (6–1)                       | Oklahoma State (6–1)   | Oklahoma State (7–1)        | Ohio State (7–2)              | TCU (8–2)                     | USC (10–2)                      | USC (10–2)              | Miami (10–2)            | Notre Dame (10–3)       | 11          |
| 12   | Auburn                 | LSU (1–0)              | LSU (2–0)              | Florida State (0–1)                  | Virginia Tech (4–0)     | Auburn (4–1)           | Oklahoma (4–1)                        | Washington (6–1)                | Washington (6–1)       | Washington (7–1)            | Oklahoma State (7–2)          | USC (9–2)                     | Penn State (9–2)                | UCF (11–0)              | Washington (10–2)       | USC (11–3)              | 12          |
| 13   | LSU                    | Auburn (1–0)           | Georgia (2–0)          | Virginia Tech (3–0)                  | Auburn (3–1)            | Miami (FL) (3–0)       | USC (5–1)                             | Notre Dame (5–1)                | Virginia Tech (6–1)    | Virginia Tech (7–1)         | Michigan State (7–2)          | Penn State (8–2)              | UCF (10–0)                      | Washington (10–2)       | TCU (10–3)              | Miami (10–3)            | 13          |
| 14   | Stanford               | Stanford (1–0)         | Louisville (2–0)       | Miami (FL) (1–0)                     | Miami (2–0)             | USC (4–1)              | Oklahoma State (4–1)                  | Virginia Tech (5–1)             | NC State (6–1)         | Iowa State (6–2)            | UCF (8–0)                     | UCF (9–0)                     | Washington State (9–2)          | Stanford (9–3)          | Notre Dame (9–3)        | Oklahoma State (10–3)   | 14          |
| 15   | Georgia                | Georgia (1–0)          | Auburn (1–1)           | Auburn (2–1)                         | Oklahoma State (3–1)    | Oklahoma State (4–1)   | Virginia Tech (5–1)                   | Washington State (6–1)          | Washington State (7–1) | UCF (7–0)                   | USC (8–2)                     | Washington State (9–2)        | Washington (9–2)                | Notre Dame (9–3)        | Stanford (9–4)          | Michigan State (10–3)   | 15          |
| 16   | Louisville             | Miami (FL) (1–0)       | Virginia Tech (2–0)    | TCU (3–0)                            | Washington State (4–0)  | Virginia Tech (4–1)    | Notre Dame (5–1)                      | South Florida (6–0)             | Michigan State (6–1)   | Auburn (6–2)                | Penn State (7–2)              | Washington (8–2)              | Mississippi State (8–3)         | Memphis (10–1)          | LSU (9–3)               | Washington (10–3)       | 16          |
| 17   | Florida                | Louisville (1–0)       | Miami (FL) (1–0)       | Mississippi State (3–0)              | Louisville (3–1)        | Louisville (4–1)       | Michigan (4–1)                        | NC State (6–1)                  | South Florida (7–0)    | USC (7–2)                   | Virginia Tech (7–2)           | Mississippi State (7–3)       | Memphis (9–1)                   | LSU (9–3)               | Oklahoma State (9–3)    | Northwestern (10–3)     | 17          |
| 18   | Miami                  | Virginia Tech (1–0)    | Kansas State (2–0)     | Washington State (3–0)               | South Florida (4–0)     | South Florida (5–0)    | South Florida (5–0)                   | Michigan State (5–1)            | UCF (6–0)              | Stanford (6–2)              | Mississippi State (7–2)       | Memphis (8–1)                 | Oklahoma State (8–3)            | Oklahoma State (9–3)    | Michigan State (9–3)    | LSU (9–4)               | 18          |
| 19   | South Florida          | Kansas State (1–0)     | Stanford (1–1)         | Louisville (2–1)                     | San Diego State (4–0)   | San Diego State (5–0)  | San Diego State (6–0)                 | Michigan (5–1)                  | Auburn (6–2)           | LSU (6–2)                   | Washington State (8–2)        | Michigan (8–2)                | LSU (8–3)                       | Michigan State (9–3)    | Memphis (10–2)          | Mississippi State (9–4) | 19          |
| 20   | Kansas State           | Washington State (1–0) | TCU (2–0)              | Florida (1–1)                        | Utah (4–0)              | Utah (4–0)             | NC State (5–1)                        | UCF (5–0)                       | Stanford (5–2)         | NC State (6–2)              | Memphis (8–1)                 | Stanford (7–3)                | Stanford (8–3)                  | Northwestern (9–3)      | Northwestern (9–3)      | Stanford (9–5)          | 20          |
| 21   | Virginia Tech          | South Florida (1–0)    | Washington State (2–0) | South Florida (3–0)                  | Florida (2–1)           | Notre Dame (4–1) ≈     | Michigan State (4–1)                  | Auburn (5–2)                    | USC (6–2               | Mississippi State (6–2)     | Michigan (7–2)                | LSU (7–3)                     | Michigan State (8–3)            | Washington State (9–3)  | Washington State (9–3)  | South Florida (10–2)    | 21          |
| 22   | West Virginia          | Florida (0-1)          | South Florida (2–0)    | San Diego State (3–0)                | Notre Dame (3–1)        | Florida (3–1) ≈        | UCF (4–0)                             | Stanford (5–2)                  | West Virginia (5–2)    | Memphis (7–1)               | South Florida (8–1)           | Michigan State (7–3)          | South Florida (9–1)             | Virginia Tech (9–3)     | Virginia Tech (9–3)     | Boise State (11–3)      | 22          |
| 23   | Texas                  | TCU (1–0)              | Tennessee (2–0)        | Utah (3–0)                           | West Virginia (3–1)     | West Virginia (3–1)    | Stanford (4–2)                        | West Virginia (4–2)             | LSU (6–2)              | Arizona (6–2)               | West Virginia (6–3)           | South Florida (8–1)           | Northwestern (8–3)              | South Florida (9–2)     | South Florida (9–2)     | NC State (9–4)          | 23          |
| 24   | Washington State       | Notre Dame (1–0)       | Florida (0–1)          | Oregon (3–0)                         | Mississippi State (3–1) | NC State (4–1)         | Texas Tech (4–1)                      | LSU (5–2)                       | Memphis (6–1)          | Michigan State (6–2)        | Iowa State (6–3)              | West Virginia (7–3)           | Virginia Tech (8–3)             | Mississippi State (8–4) | Mississippi State (8–4) | Virginia Tech (9–4)     | 24          |
| 25   | Tennessee              | Tennessee (1–0)        | UCLA (2–0)             | LSU (2–1)                            | LSU (3–1)               | UCF (3–0)              | Navy (5–0)                            | Memphis (5–1)                   | Iowa State (5–2)       | Washington State (7–2)      | Iowa (6–3)                    | NC State (7–3)                | Boise State (9–2)               | Fresno State (9–3)      | Boise State (10–3)      | Memphis (10–3)          | 25          |
| A.P. | Présaison 21 août      | Sem. 1 5 sept.         | Sem. 2 10 sept.        | Sem. 3 17 sept.                      | Sem. 4 24 sept.         | Sem. 5 1 oct.          | Sem. 6 8 oct.                         | Sem. 7 15 oct.                  | Sem. 8 22 oct.         | Sem. 9 29 oct.              | Sem. 10 5 nov.                | Sem. 11 12 nov.               | Sem. 12 19 nov.                 | Sem. 13 26 nov.         | Sem. 14 3 déc.          | Sem. 15 (Final) 9 janv. | Saison 2017 |
| A.P. | Sortis du classement : | West Virginia Texas    | Notre Dame             | Kansas State Stanford Tennessee UCLA | Florida State Oregon    | Mississippi State LSU  | West Virginia Louisville Utah Florida | San Diego State Texas Tech Navy | Michigan               | South Florida West Virginia | Stanford LSU NC State Arizona | Virginia Tech Iowa State Iowa | Michigan West Virginia NC State | Boise State             | Fresno State            | Washington State        | Saison 2017 |

## Classements Coaches'Poll
| C.P. | Pré-saison 3 août.     | Sem. 1 5 sept.         | Sem. 2 10 sept.        | Sem. 3 17 sept.                 | Sem. 4 24 sept.         | Sem. 5 1 oct.                       | Sem. 6 8 oct.                    | Sem. 7 15 oct .           | Sem. 8 22 oct.         | Sem. 9 29 oct.                                          | Sem. 10 5 nov.          | Sem. 11 12 nov.          | Sem. 12 19 nov.                 | Sem. 13 26 nov.         | Sem. 14 3 déc.          | Sem. 15 (final) 9 janv. | Saison 2017 |
| ---- | ---------------------- | ---------------------- | ---------------------- | ------------------------------- | ----------------------- | ----------------------------------- | -------------------------------- | ------------------------- | ---------------------- | ------------------------------------------------------- | ----------------------- | ------------------------ | ------------------------------- | ----------------------- | ----------------------- | ----------------------- | ----------- |
| 1    | Alabama (49)           | Alabama (1–0) (60)     | Alabama (2–0) (58)     | Alabama (3–0) (59)              | Alabama (4–0) (59)      | Alabama (5–0) (59)                  | Alabama (6–0) (57)               | Alabama (7–0) (63)        | Alabama (8–0) (64)     | Alabama (8–0) (65)                                      | Alabama (9–0) (64)      | Alabama (10–0) (63)      | Alabama (11–0) (63)             | Clemson (11–1) (25)     | Clemson (12–1) (49)     | Alabama (13−1) (62)     | 1           |
| 2    | Ohio State (5)         | Ohio State (1–0) (2)   | Clemson (2–0) (2)      | Clemson (3–0) (6)               | Clemson (4–0) (4)       | Clemson (5–0) (6)                   | Clemson (6–0) (8)                | Penn State (6–0)          | Penn State (7–0)       | Georgia (8–0)                                           | Georgia (9–0) (1)       | Miami (FL) (9–0)         | Miami (FL) (10–0)               | Oklahoma (11–1) (12)    | Oklahoma (12–1) (10)    | Georgia (13−2)          | 2           |
| 3    | Florida State (4)      | Clemson (1–0) (3)      | Oklahoma (2–0)         | Oklahoma (3–0)                  | Oklahoma (4–0)          | Oklahoma (4–0)                      | Penn State (6–0)                 | Georgia (7–0)             | Georgia (7–0)          | Ohio State (7–1)                                        | Wisconsin (9–0)         | Clemson (9–1)            | Clemson (10–1)                  | Wisconsin (12–0) (21)   | Georgia (12–1) (2)      | Oklahoma (12−2)         | 3           |
| 4    | USC                    | Penn State (1–0)       | USC (2–0)              | Penn State (3–0)                | Penn State (4–0)        | Penn State (5–0)                    | Washington (6–0)                 | TCU (6–0)                 | TCU (7–0)              | Wisconsin (8–0)                                         | Clemson (8–1)           | Wisconsin (10–0)         | Wisconsin (11–0)                | Auburn (10–2) (4)       | Alabama (11–1)          | Clemson (12−2)          | 4           |
| 5    | Clemson (7)            | USC (1–0)              | Penn State (2–0)       | USC (3–0)                       | USC (4–0)               | Washington (5–0)                    | Georgia (6–0)                    | Wisconsin (6–0)           | Wisconsin (7–0)        | Clemson (7–1)                                           | Notre Dame (8–1)        | Oklahoma (9–1)           | Oklahoma (10–1)                 | Alabama (11–1)          | Ohio State (11–2)       | Ohio State (12−2)       | 5           |
| 6    | Penn State             | Oklahoma (1–0)         | Washington (2–0)       | Washington (3–0)                | Washington (4–0)        | Georgia (5–0)                       | Wisconsin (5–0)                  | Ohio State (6–1)          | Ohio State (6–1)       | Miami (FL) (7–0)                                        | Miami (FL) (8–0)        | Auburn (8–2)             | Auburn (9–2)                    | Georgia (11–1)          | Wisconsin (12–1)        | Wisconsin (13−1)        | 6           |
| 7    | Washington             | Washington (1–0)       | Michigan (2–0)         | Oklahoma State (3–0)            | Michigan (4–0)          | Michigan (4–0)                      | TCU (5–0)                        | Miami (FL) (5–0)          | Clemson (6–1)          | Penn State (7–1)                                        | Oklahoma (8–1)          | Georgia (9–1)            | Georgia (10–1)                  | Ohio State (10–2) т     | USC (11–2)              | UCF (13−0)              | 7           |
| 8    | Oklahoma               | Michigan (1–0)         | Oklahoma State (2–0)   | Michigan (3–0)                  | Georgia (4–0)           | Wisconsin (4–0)                     | Ohio State (5–1)                 | Clemson (6–1)             | Miami (FL) (6–0)       | Notre Dame (7–1)                                        | Washington (8–1)        | Ohio State (8–2)         | Ohio State (9–2)                | Miami (FL) (10–1) т     | Auburn (10–3)           | Penn State (11−2)       | 8           |
| 9    | Michigan               | Florida State (0–1)    | Ohio State (1–1)       | Ohio State (2–1)                | Ohio State (3–1)        | Ohio State (4–1)                    | Washington State (6–0)           | Oklahoma (5–1)            | Oklahoma (6–1)         | Oklahoma (7–1)                                          | TCU (8–1)               | Notre Dame (8–2)         | Notre Dame (9–2)                | USC (10–2)              | Penn State (10–2)       | TCU (11−3)              | 9           |
| 10   | Wisconsin              | Oklahoma State (1–0)   | Florida State (0–1)    | Wisconsin (3–0)                 | Wisconsin (3–0)         | TCU (4–0)                           | Miami (FL) (4–0)                 | USC (6–1)                 | Notre Dame (6–1)       | Oklahoma State (7–1)                                    | Auburn (7–2)            | USC (9–2)                | USC (10–2)                      | Penn State (10–2)       | UCF (12–0)              | USC (11−3)              | 10          |
| 11   | Oklahoma State         | Wisconsin (1–0)        | LSU (2–0)              | Florida State (0–1)             | TCU (4–0)               | Washington State (5–0)              | Auburn (5–1)                     | Oklahoma State (5–1)      | Washington (6–1)       | Washington (7–1)                                        | Ohio State (7–2)        | Penn State (8–2)         | Penn State (9–2)                | UCF (11–0)              | Miami (10–2)            | Notre Dame (10−3)       | 11          |
| 12   | LSU                    | LSU (1–0)              | Wisconsin (2–0)        | Georgia (3–0)                   | Virginia Tech (4–0)     | Miami (FL) (3–0)                    | Oklahoma (4–1)                   | Washington (6–1)          | Oklahoma State (6–1)   | TCU (7–1)                                               | UCF (8–0)               | UCF (9–0)                | UCF (10–0)                      | TCU (10–2)              | Washington (10–2)       | Auburn (10−4)           | 12          |
| 13   | Auburn                 | Auburn (1–0)           | Georgia (2–0)          | Virginia Tech (3–0)             | Miami (FL) (2–0)        | Auburn (4–1)                        | USC (5–1)                        | South Florida (6–0)       | Virginia Tech (6–1)    | Virginia Tech (7–1)                                     | Penn State (7–2)        | Oklahoma State (8–2)     | TCU (9–2)                       | Washington (10–2)       | TCU (10–3)              | Miami (FL) (10−3)       | 13          |
| 14   | Stanford               | Stanford (1–0)         | Louisville (2–0)       | Miami (FL) (1–0)                | Oklahoma State (3–1)    | Oklahoma State (4–1)                | Oklahoma State (4–1)             | Virginia Tech (5–1)       | South Florida (7–0)    | UCF (7–0)                                               | USC (8–2)               | TCU (8–2)                | Washington (9–2)                | Memphis (10–1)          | LSU (9–3)               | Oklahoma State (10−3)   | 14          |
| 15   | Georgia                | Georgia (1–0)          | Miami (FL) (1–0)       | TCU (3–0)                       | Auburn (3–1)            | USC (4–1)                           | South Florida (5–0)              | Michigan (5–1)            | NC State (6–1)         | Auburn (6–2)                                            | Oklahoma State (7–2)    | Washington (8–2)         | Washington State (9–2)          | Stanford (9–3)          | Notre Dame (9–3)        | Washington (10−3)       | 15          |
| 16   | Florida                | Louisville (1–0)       | Virginia Tech (2–0)    | Auburn (2–1)                    | Washington State (4–0)  | South Florida (5–0)                 | Michigan (4–1)                   | Notre Dame (5–1)          | Washington State (7–1) | Iowa State (6–2)                                        | Michigan State (7–2)    | Washington State (9–2)   | Memphis (9–1)                   | LSU (9–3)               | Stanford (9–4)          | Michigan State (10−3)   | 16          |
| 17   | Louisville             | Miami (FL) (1–0)       | Auburn (1–1)           | South Florida (3–0)             | South Florida (4–0)     | Louisville (4–1)                    | Virginia Tech (5–1)              | NC State (6–1)            | UCF (6–0)              | USC (7–2)                                               | Virginia Tech (7–2)     | Memphis (8–1)            | Mississippi State (8–3)         | Notre Dame (9–3)        | Oklahoma State (9–3)    | Northwestern (10−3)     | 17          |
| 18   | Miami                  | Virginia Tech (1–0)    | Kansas State (2–0)     | Washington State (3–0)          | Louisville (3–1)        | Utah (4–0)                          | San Diego State (6–0)            | Washington State (6–1)    | Michigan State (6–1)   | Stanford (6–2)                                          | Mississippi State (7–2) | Michigan (8–2)           | LSU (8–3)                       | Oklahoma State (9–3)    | Memphis (10–2)          | LSU (9−4)               | 18          |
| 19   | Kansas State           | Kansas State (1–0)     | Stanford (1–1)         | Mississippi State (3–0)         | Utah (4–0)              | Virginia Tech (4–1)                 | Notre Dame (5–1)                 | Michigan State (5–1)      | Auburn (6–2)           | NC State (6–2)                                          | Memphis (8–1)           | Mississippi State (7–3)  | South Florida (9–1)             | Michigan State (9–3)    | Michigan State (9–3)    | Stanford (9−5)          | 19          |
| 20   | West Virginia          | South Florida (1–0)    | TCU (2–0)              | Louisville (2–1)                | Florida (2–1)           | Florida (3–1)                       | NC State (5–1)                   | UCF (5–0)                 | Stanford (5–2)         | LSU (6–2)                                               | Washington State (8–2)  | South Florida (8–1)      | Stanford (8–3)                  | Northwestern (9–3)      | Northwestern (9–3)      | Mississippi State (9−4) | 20          |
| 21   | South Florida          | Tennessee (1–0)        | South Florida (2–0)    | Utah (3–0)                      | San Diego State (4–0)   | San Diego State (5–0)               | UCF (4–0)                        | Auburn (5–2)              | USC (6–2)              | Memphis (7–1)                                           | South Florida (8–1)     | LSU (7–3)                | Oklahoma State (8–3)            | Virginia Tech (9–3)     | Washington State (9–3)  | South Florida (10−2)    | 21          |
| 22   | Virginia Tech          | Washington State (1–0) | Washington State (2–0) | Florida (1–1)                   | LSU (3–1)               | Notre Dame (4–1)                    | Michigan State (4–1)             | Stanford (5–2)            | West Virginia (5–2)    | Mississippi State (6–2)                                 | Michigan (7–2)          | NC State (7–3)           | Michigan State (8–3)            | Washington State (9–3)  | Virginia Tech (9–3)     | Boise State (11−3)      | 22          |
| 23   | Texas                  | Utah (1–0)             | Tennessee (2–0)        | LSU (2–1)                       | West Virginia (3–1)     | West Virginia (3–1)                 | Utah (4–1)                       | West Virginia (4–2)       | LSU (6–2)              | South Florida (7–1)                                     | Iowa State (6–3)        | Stanford (7–3)           | Northwestern (8–3)              | South Florida (9–2)     | Mississippi State (8–4) | NC State (9−4)          | 23          |
| 24   | Tennessee              | Florida (0–1)          | Utah (2–0)             | Oregon (3–0)                    | Mississippi State (3–1) | NC State (4–1)                      | Navy (5–0)                       | Texas A&M (5–2)           | Texas A&M (5–2)        | Michigan (6–2)                                          | NC State (6–3)          | Michigan State (7–3)     | Boise State (9–2                | Mississippi State (8–4) | South Florida (9–2)     | Memphis (10−3)          | 24          |
| 25   | Utah                   | Notre-Dame (1–0)       | Florida (0–1)          | San Diego State (3–0)           | Florida State (0–2)     | UCF (3–0)                           | Stanford (4–2)                   | LSU (5–2)                 | Michigan (5–2)         | Arizona (6–2)                                           | LSU (6–3)               | West Virginia (7–3)      | Virginia Tech (8–3)             | San Diego State (10–2)  | Boise State (10–3)      | Virginia Tech (9−4)     | 25          |
| C.P. | Pré-saison 3 août      | Sem. 1 5 sept          | Sem. 2 10 sept.        | Sem. 3 17 sept.                 | Sem. 4 24 sept.         | Sem. 5 1 oct.                       | Sem. 6 8 oct.                    | Sem. 7 15 oct.            | Sem. 8 22 oct.         | Sem. 9 29 oct.                                          | Sem. 10 5 nov.          | Sem. 11 12 nov.          | Sem. 12 19 nov.                 | Sem. 13 26 nov.         | Sem. 14 3 déc.          | Sem. 15 (Final) 9 janv. | Saison 2017 |
| C.P. | Sortis du classement : | West Virginia Texas    | Notre Dame             | Kansas State Stanford Tennessee | Oregon                  | LSU Mississippi State Florida State | Louisville Florida West Virginia | San Diego State Utah Navy | Aucun                  | Washington State Michigan State West Virginia Texas A&M | Stanford Arizona        | Virginia Tech Iowa State | Michigan NC State West Virginia | Boise State             | San Diego State         | Washington State        | Saison 2017 |